# Witherite
La witherite è un minerale a base di carbonato di bario (BaCO3) piuttosto raro della classificazione dei minerali carbonati e nitrati" (ex carbonati, nitrati e borati). Cristallizza nel sistema cristallino ortorombico con la composizione chimica idealizzata Ba[CO3], quindi chimicamente è un carbonato di bario.
A causa della geminazione, la witherite sviluppa prevalentemente cristalli dipiramidali, pseudoesagonali di dimensioni fino a 12 cm, più raramente aggregati minerali da racemici a sferici, colonnari o globulari, che sono incolori o di colore bianco, grigio o giallastro a causa delle impurità.
La località tipo della witherite è il "Bloomsberry Horse Level" della "Brownley Hill Mine" a Nenthead (Cumbria, Inghilterra).

## Etimologia e storia
Il minerale fu menzionato per la prima volta come Terra Ponderosa aërata nel 1783 da William Withering, botanico e medico britannico, in una nota a piè di pagina alla sua traduzione della "Sciagraphia Regni Mineralis" di Torbern Olof Bergman: 
.
La witherite fu descritta per la prima volta nel 1784 da William Withering nelle ‘’Philosophical Transactions della Royal Society of London’’:.

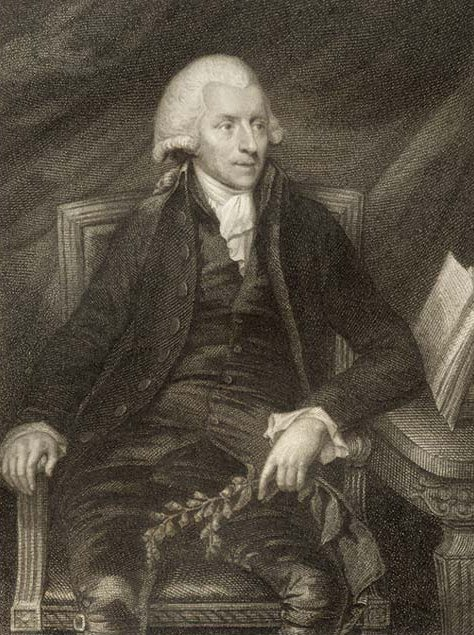
William Withering

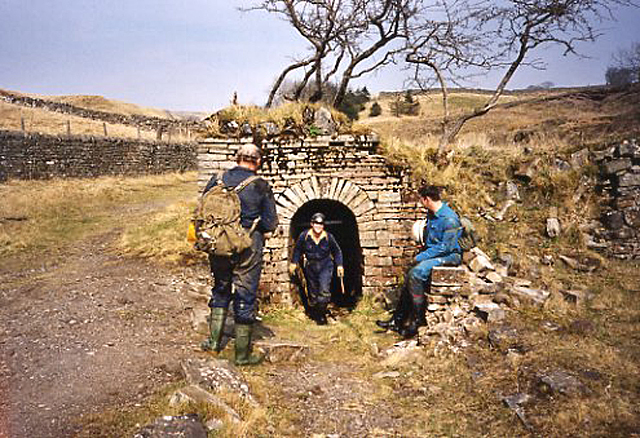
Brownley Hill Horse Level presso la miniera di Brownley Hill ad Alston Moore.

– William Withering & Richard KIrwan: ‘’Experiments and Observations on Terra Ponderosa (1784)’’

L'opinione che la sostanza di Withering non provenga da Alston Moore, ma da Anglezarke nel Lancashire, viene da James Watt Jr. La chiamò Aerated Barytes e scrisse:
". L'autorità di Watt nel contestare la presenza di witherite ad Alston Moor è discutibile, dal momento che la cui presenza locale era stata notata da molto tempo. Il cambiamento di opinione di Withering stesso sull'origine del suo materiale sembra essere stato solo un cambiamento in buona fede. Una soluzione definitiva al problema non è ovviamente possibile, ma l'ipotesi di Anglezarke come località tipo della witherite è molto più discutibile di quella di Alston Moor.

Già nel 1789, Abraham Gottlob Werner chiamò questa sostanza ‘’witherite’’ in onore di William Withering. Un anno dopo spiegò:
Nel 1794 il chimico irlandese Richard Kirwan aveva chiamato il minerale ‘’barolite’’; il chimico scozzese Thomas Thomson lo descrisse nel 1836 come solfato-carbonato di bariti, ignorando il minerale noto e consolidato ‘’witherite’’.
Nonostante la prima descrizione di Werner, il campione tipo del minerale non è né contenuto né definito nella "Collezione Werner" all'interno delle "Collezioni Geoscientifiche" presso l'Università di Freiberg così come uno sguardo al "Type Mineral Catalog Germany".

## Classificazione
Nell'8ª edizione della classificazione dei minerali secondo Strunz, la witherite apparteneva alla classe minerale comune dei "carbonati, nitrati e borati" e lì alla sezione dei "carbonati", dove insieme ad alstonite, aragonite, cerussite e stronzianite, la " serie aragonite" apparteneva al sistema n. Vb/A.04 all'interno della suddivisione "Carbonati anidri senza anioni estranei".
Nel ‘’Lapis Mineral Directory’’ di Stefan Weiß, che è stato rivisto e aggiornato l'ultima volta nel 2018 e si basa ancora su questo sistema obsoleto di scritto da Karl Hugo Strunz per considerazione dei collezionisti privati e delle collezioni istituzionali, al minerale è stato assegnato il sistema e il minerale n. V/B.04-30. Nella "classificazione lapis" corrisponde alla sezione "Carbonati anidri [CO3]2-, senza anioni estranei", dove la witherite insieme ad alstonite, aragonite, baritocalcite, cerussite, olekminskite, paralstonite e stronzianite formano anche il "gruppo aragonitico" (V/B.04).
La 9ª edizione della classificazione secondo Strunz, valida dal 2001 e aggiornata dall'Associazione Mineralogica Internazionale (IMA) fino al 2009, assegna la witherite alla classe dei "carbonati e nitrati" ridotta dai borati e lì alla categoria di "carbonati senza anioni aggiuntivi; senza H2O". Questa è ulteriormente suddivisa in base al gruppo di appartenenza dei cationi coinvolti, in modo che il minerale si possa trovare secondo la sua composizione nella suddivisione "carbonati alcalino terrosi (e altri M2+)", dove può essere trovato solo insieme ad aragonite, cerussite e stronzianite il “gruppo aragonitico”, con il sistema n. 5.AB.15.
La classificazione dei minerali secondo Dana assegna la witherite, come la vecchia classificazione di Strunz, alla classe comune dei “carbonati, nitrati e borati” e lì alla categoria dei “carbonati anidri”. Lo si trova insieme ad aragonite, cerussite e stronzianite nel "gruppo aragonitico" (ortorombico, gruppo spaziale Pmcn)" con il sistema n. 14/01/03 all'interno della sottosezione "Carbonati anidri di formula semplice A+CO3".

## Chimica
L'analisi con microsonda della witherite di Anglezarke, nel Lancashire, ha restituito il 77,15% di ossido di bario (BaO); 0,08% di ossido di calcio (CaO); 0,68%di ossido di stronzio (SrO); 22,50% di anidride carbonica (CO2) (calcolato dalla stechiometria) e 0,0% di monossido di piombo (PbO) (totale 100,41%). Sulla base di 3 atomi di ossigeno si può calcolare la formula empirica (Ba0.99Sr0.01)Σ=1.00CO3, che può essere idealizzata in BaCO3. Questa formula idealizzata richiede il 77,70% di BaO e il 22,30% di CO2.
Altre analisi mostrano che la witherite è per lo più pura BaCO3. In quantità significative, il bario è sostituito solo dallo stronzio (massimo 6,06% SrO), può essere presente anche calcio, ma solo in misura molto minore. Occasionalmente sono stati rilevati bassi livelli di ferro e solfato. Piombo e magnesio non sono inclusi nelle analisi disponibili.
Tra i minerali attualmente conosciuti, l'unica combinazione di elementi Ba–C–O ha solo witherite. Chimicamente simili sono alstonite, paralstonite e baritocalcite, tutte BaCa(CO3)2; e norsethite, BaMg(CO3)2. Chimicamente, la witherite è l'analogo a dominanza bario dell'aragonite dominata da calcio, strontianite dominata da stronzio e cerussite dominata da piombo. Sono state rilevate sperimentalmente serie complete di cristalli misti tra carbonato di bario (BaCO3) e carbonato di piombo (PbCO3), ma solo al di sopra di temperature relativamente elevate. Anche nel sistema CaCO3-SrCO3-BaCO3, il tipo di struttura aragonite forma una serie completa di cristalli misti a 15 kbar e 550 °C, a partire da BaCO3 passando per SrCO3 fino a CaCO3. In natura non esiste una serie completa di cristalli misti tra witherite e strontinanite. Questo gap di miscibilità deriva o dalla differenza tra i raggi ionici del bario (135 pm) e dello stronzio (118 pm) o dal fatto che non esistono fluidi dai quali sia stronzio che bario possono co-precipitare.

## Struttura cristallina

Rappresentazione spaziale della struttura della witherite nell'orientamento cristallografico standard. Il contorno nero mostra la cella unitaria. Legenda colori:verde: Ba; viola: C; rosso: O

La witherite cristallizza nel sistema cristallino ortorombico nel gruppo spaziale Pmcn (gruppo spaziale n. 62) con i parametri del reticolo a = 5,312 Å, b = 8,896 Å e c = 6,428 Å e quattro unità di formula per cella unitaria. La struttura cristallina della witherite è stata determinata per la prima volta nel 1935 e da allora è stata perfezionata più volte. Una ricerca del 2011 ha determinato la rappresentazione spaziale della struttura witherite. Il carbonato di bario è polimorfico. La witherite rombica si trasforma in carbonato di bario esagonale a 802 °C e in carbonato di bario cubico a 975 °C. La decomposizione della witherite o del BaCO3 ad alte temperature in una massa fusa o in BaO + CO2 dipende dalla pressione dell'anidride carbonica. A temperature di 1060 °C e pressioni parziali di anidride carbonica di circa 670 Pa, la dissociazione del BaCO3 è accompagnata dalla fusione dell'ossido risultante con il carbonato rimanente per formare un fuso. Al di sotto di questa temperatura, il BaCO3 si decompone in ossido di bario e anidride carbonica. 
Nella struttura cristallina della witherite, che corrisponde a quella dell'aragonite ed è simile a quella della calcite, il piano (001) contiene coppie di gruppi triangolari di CO3, uno sopra l'altro, ruotati di 60° e collegati tra loro da cationi M[9] nel caso della witherite, cioè da cationi Ba2+ nove volte coordinati. In altre parole, nella direzione dell'asse {\displaystyle c} [001], strati con ioni Ba2+ sono seguiti da strati con gruppi [CO3]2− triangolari quasi planari. Un confronto dell'aragonite con la struttura della calcite mostra gli spostamenti degli ioni positivi bivalenti come Ba2+ verso i siti reticolari della struttura della calcite, nonché la scissione degli strati [CO3]2- in doppi strati nell'aragonite e nei composti isotipici con esso portano ad un cambiamento nei rapporti di coordinazione. Mentre nella struttura della calcite ogni ione Ca2+ è ottaedrico circondato da sei ioni ossigeno, la struttura dell'aragonite contiene poliedri di coordinazione irregolare di nove ioni O2−.
La witherite è isostrutturale con i suoi analoghi di Ca-, Sr- e Pb- aragonite, stronzianite e cerussite.

## Proprietà

### Morfologia
La witherite forma raramente cristalli prismatici semplici, da corti a lunghi, lungo l'asse {\displaystyle c} [001], compresi i prismi {110}, {011}, {012} e {021}, il pinacoide di base {001} e il pinacoide {010} e la dipiramide rombica {111}. Sono molto più comuni alcune strutture che ricordano le dipiramidi di quarzo e raggiungono dimensioni fino a 15 cm, a causa della formazione quasi costante di geminati lungo (110). I geminati sono costituiti da innumerevoli lamelle sottili, quindi rappresentano geminati polisintetici. Questi geminati pseudoesagonali variano anche nell'abito cristallino da prismatico corto a lungo lungo l'asse {\displaystyle c}, con il primo avente un prisma parallelo all'asse {\displaystyle a} come {012} o {021}. La morfologia dei cristalli geminati di witherite è spesso "complessa e oscura". Le facce del cristallo sono ruvide e striate orizzontalmente a causa dell'incisione.

Costume
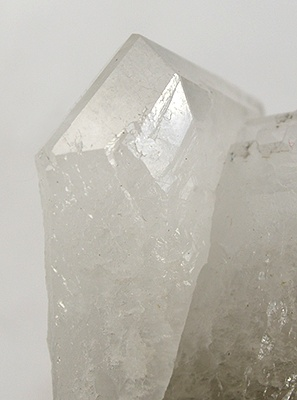
Piatto corto prismatico.
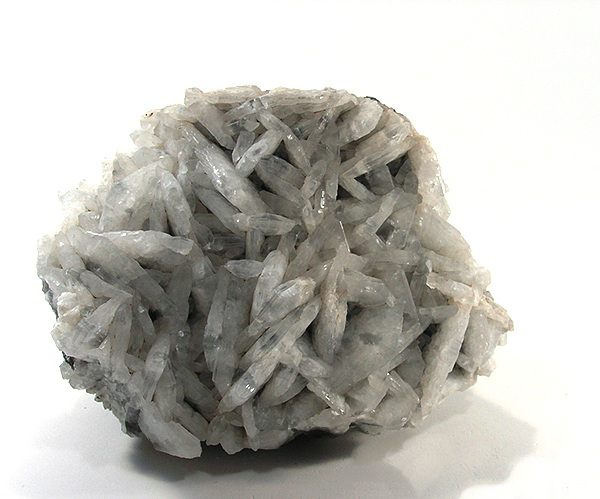
Tabulare piatto, quasi lenticolare.
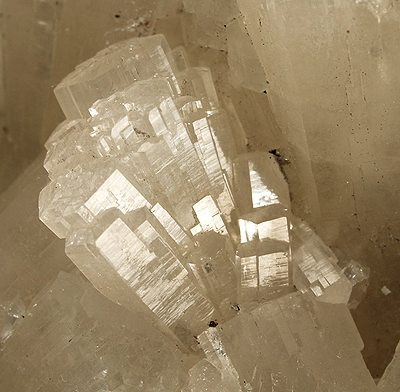
Lungo prismatico e molto brillante.
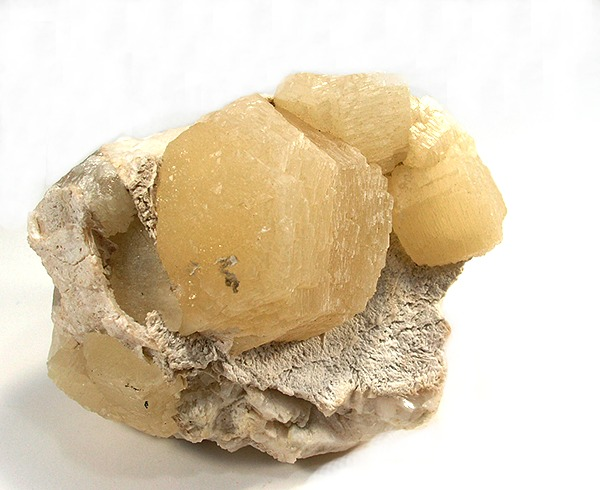
Prismatico corto, con una grande pinacoide di base.
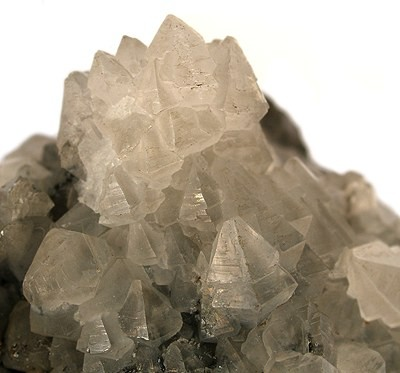
Triplette al quarzo.
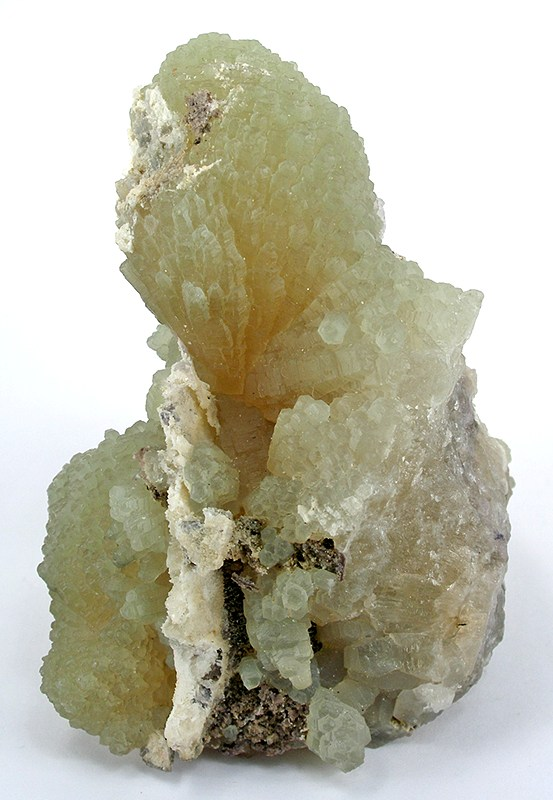
Aggregato a raggi divergenti, colorazione verde dovuta al nichel.
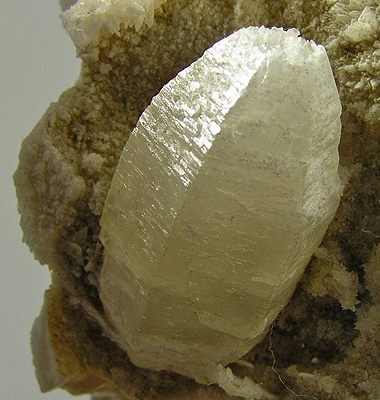
Cristallo a forma di botte.
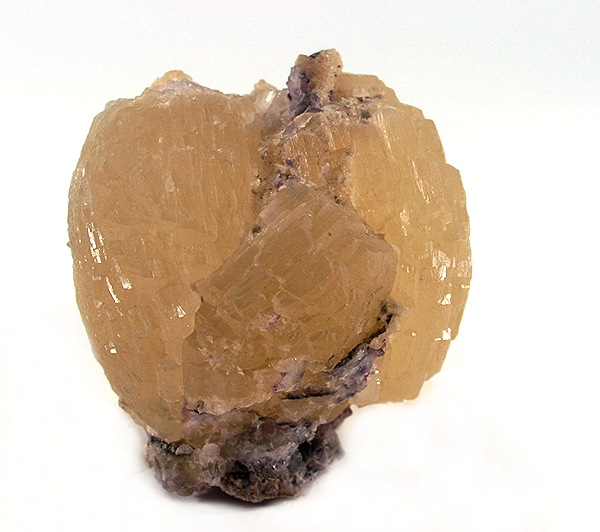
Aggregato quasi sferico con superfici fortemente curve.

Le intercrescenze epitassiali (orientate) con la barite sono note in modo tale che la barite con [010]{102} si trovi parallela alla witherite [100]{011} e {031}.
Inoltre, la witherite sviluppa aggregati minerali da racemosi a sferici, oppure globulari o massicci.

### Proprietà fisiche e chimiche
I cristalli di Witherite sono incolori, oppure bianchi (lattiginosi) o grigi con sfumature occasionali di giallo pallido, marrone chiaro o verde pallido. Lo striscio, invece, è sempre bianco. Le superfici dei cristalli hanno aspetto che va dal traslucido a trasparente e mostrano una caratteristica lucentezza vitrea o sono opache a causa dell'incisione. Sulle superfici di frattura, la witherite ha una lucentezza resinosa o grassa. In corrispondenza di questa lucentezza vitrea, la witherite ha una rifrazione della luce medio-alta (nα = 1.529; nβ = 1.676; nγ = 1.677) e una birifrangenza molto elevata (δ = 0.148). Alla luce trasmessa la witherite è incolore e non mostra pleocroismo.
La witherite mostra una chiara sfaldatura dopo {010} e due sfaldature indistinte dopo {110} e {112}. A causa della sua fragilità, tuttavia, il minerale si rompe in modo simile all'ambligonite, con superfici di frattura irregolari. La witherite ha una durezza Mohs da 3 a 3,5 ed è quindi uno dei minerali di media durezza che, come il minerale di riferimento ‘’calcite’’ (durezza 3), può essere più o meno facilmente graffiato con una moneta di rame. A seconda dell'autore, la densità per la witherite va da 4,22 a 4,31 g/cm³, o da 4,24 a 4,29 g/cm³.
La witherite mostra una forte fluorescenza bianco-bluastra alla luce UV a onde di lunghezza attorno ai 365 nm e moderatamente forte fluorescenza bianco-bluastra o viola-blu alla luce UV a onde di lunghezza pari a circa 254 nm. Almeno parte dell'attività è causata dall'attivatore Eu2+ che entra nel reticolo cristallino per il Ba2+. La fosforescenza del minerale è stata descritta già nel 1903. Una forte fosforescenza bianco-bluastra può essere vista nella luce UV a onde corte e lunghe. La witherite emette anche fluorescenza e fosforescenza sotto i raggi X e sotto fasci di elettroni. Il minerale è anche termoluminescente.
Il minerale si dissolve completamente in acido cloridrico diluito (HCl) con vigorosa effervescenza, ma non in acido cloridrico concentrato. Facilmente solubile anche in acido solforico diluito (H2SO4) con precipitazione immediata di solfato di bario. La witherite è solo leggermente solubile in acqua e non è igroscopica. Mescolato con il carbonato di sodio, si scioglie anche molto facilmente e precipita.

## Origine e giacitura

### Condizioni
La witherite si forma in depositi venosi profondi, cioè a bassa temperatura, e depositi idrotermali di spostamento del calcare, tipicamente come prodotto di alterazione della barite. In particolare, nei depositi dell'Inghilterra settentrionale, queste vene tagliano le rocce carboniose. I minerali associati qui includono barite, fluorite e calcite, nonché galena e sfalerite. Inoltre, si forma anche un contatto metasomatico durante l'intrusione di grandi plutoni, con la roccia circostante sovrastampata nell'area della zona di contatto dei plutoni mediante riscaldamento e interazioni con fasi fluide calde e acquose, per cui nuovi minerali come .B witherite sono formati da reazioni di soluzione e precipitazione. Il più importante di questi depositi è il giacimento di bario "El Portal Mine" scoperto nel 1880 vicino a El Portal nella contea di Mariposa in California. Può anche formarsi sedimentariamente in condizioni anossiche, con il bario fornito da sorgenti termali vulcaniche. Raramente la witherite può essere trovata anche nei giacimenti di carbone.
Oltre ai minerali già citati, la witherite può essere accompagnata anche da alstonite, baritocalcite, siderite, paralstonite e stronzianite.
La witherite è stata finora descritta da circa 250 località (a partire dal 2019) come una formazione minerale piuttosto rara, che a volte può essere abbondante in varie località, ma non è complessivamente diffusa. La località tipo della witherite è il "Bloomsberry Horse Level" della "Brownley Hill Mine" a Nenthead, in Cumbria. Questa fossa è anche la località tipo per l’alstonite (1841) e la brianyoungite (1993).

### Località
Dato il gran numero di località dove è stata rinvenuta witherite, qui si possono citare solo alcune località, la maggior parte delle quali fornisce ragguardevoli cristalli. I migliori esemplari di witherite sono stati trovati in varie località dell'Inghilterra ("Rampgill Mine" e altri pozzi nel distretto di Alston Moor) e del Galles, presso la miniera di Rosebery in Tasmania e in particolare presso la "Minerva #2 Mine" a Rosilare, vicino a Cave-in-Rock, nell'Illinois/USA
Le migliori witheriti in Germania provengono dalla vena di berillo nel circondario dei Monti Metalliferi in Sassonia. In Sassonia anche dal "Himmelsfürst Fundgrube " vicino a Brand-Erbisdorf, così come dalla "miniera Ludwig-Vereingt Feld" vicino a Schönbrunn, e dal distretto minerario Cu-Pb-Ag di Wolkenburg vicino a Limbach-Oberfrohna nel circondario di Zwickau. In Bassa Sassonia dal pozzo "Prinz Maximilian" vicino a Sankt Andreasberg nell'omonimo distretto minerario e dal pozzo "Glückauf" (Hüttschentaler Gang) nell'Hüttschental vicino a Wildemann, Bad Grund non lontano da Clausthal-Zellerfeld, entrambi nell'Harz Montagne. Anche da cumuli di scorie presso la Richelsdorfer Hütte vicino a Suss, non lontano da Nentershausen nel distretto di Richelsdorf (Monti Richelsdorf), Assia.
In Austria, la witherite è stata trovata su cumuli di scorie vicino a Waitschach, non lontano da Hüttenberg, nella regione di Friesach-Hüttenberg; vicino a Strabaleben nel Wurten, così come nella cava "Paule", Mairist sul versante nord-ovest del massiccio del Magdalensberg non lontano da Klagenfurt am Wörthersee (Carinzia). Anche su cumuli di scorie vicino a Kolm-Saigurn come ad esempio B. la "Astenschmiede" nella zona di Alteck-Hoher Sonnblick, Hüttwinkltal, Raurisertal, Hohe Tauern, e dallo Schwarzleograben nel distretto di Schwarzleo, Hütten vicino a Leogang non lontano da Saalfelden, entrambi a Salisburgo. Dalle miniere di ferro e dalla miniera "Sommerhalt" (Schüttereck) (Gollrad), così come la "Sohlen Alp" a Niederalpl, non lontani da Mariazell, la "Steinbauergrube" vicino a Neuberg an der Mürz e il distretto minerario Pb-Zn "Elisabeth " vicino a Deutschfeistritz e l'Arzwaldgraben vicino a Waldstein, entrambi non lontani da Peggau, tutti in Stiria. In Tirolo la si trova in "St Gertraudi" (Brixlegg) così come nei pressi di Schwaz.
Oltre alla località tipo per witherite, la "Brownley Hill Mine" (Bloomsberry Horse Level), ci sono anche una serie di altre località per questo minerale in Gran Bretagna. Questi includono:
- nel distretto di Eden, Cumbria, Inghilterra:
  - la miniera di Rampgill a Nenthead; la miniera Blagill, la Ayle Burn Vein e la Nentsberry Haggs Mine, tutte ad Alston Moor; il "Dufton Fell Mine" a Dufton; il Loppysike Level a Dun Fell vicino a Milburn; la miniera di grafite Bannerdale a Mungrisdale; la "Hilton Mine" e la "Murton Mine" a Scordale non lontano da Murton e la "Greenside Mine" a Patterdale
  - la vecchia miniera di Potts Gill, Potts Gill, Caldbeck, Borough di Allerdale
  - la miniera di Settlingstones a Newbrough e la miniera di Fallowfield, vicino a Hexham, entrambe nel Northumberland
  - le miniere di Anglezarke vicino a Chorley nel Lancashire
  - ari box ad Arkengarthdale, Richmondshire, North Yorkshire
  - la "miniera di Morrison" vicino a Stanley, nella contea di Durham
  - la "miniera di Snailbeach" a Snailbeach, distretto di Callow Hill-Bog, Shropshire
  - un taglio stradale della A4119 a Llantrisant, Rhondda Cynon Taf, Galles

Altre località note per witherite sono:
- la miniera “Vojtěch” nella regione mineraria di Březové Hory (Birkenberg) nel distretto del giacimento di Příbram (Repubblica Ceca)
- la galena recante vena barite di Château Thinières-en-Beaulieu, a Lanobre (Francia)
- nelle vene di barite nei depositi “Arkhyz” e “Djalankol” nel Circondario federale del Caucaso Settentrionale (Russia)
- il deposito "Arpaklen" vicino a Magtymguly sul massiccio del Kopet-Dag (Turkmenistan)
- diversi pozzi intorno a Rosiclare in Illinois
- la "Pigeon Roost Mine" (o la "Pigeon Roost Mountain Prospect") vicino a Glenwood (Arkansas)
- il deposito di barite di Lexington, Contea di Fayette (Kentucky)
- i riempimenti di cavità calcaree Parco nazionale dei ghiacciai (Montana)
- la "miniera di El Portal" a El Portal (California)
- presso Beegum Creek, sulle Klamath Mountains (California)
- il distretto minerario di Castle Dome, nella Contea di Yuma (Arizona)
- il deposito stratiforme Pb–Zn "Jason" al MacMillan Pass, nel territorio dello Yukon (Canada)
- nelle vene d'argento della "Porcupine Mine" vene d'argento, nel distretto di Thunder Bay in Ontario (Canada)
- la miniera di rosebery (miniera EZ) a Rosebery nel distretto omonimo, comune della costa occidentale, Tasmania, Australia
- i giacimenti di carbone della Hunter Valley, nel Nuovo Galles del Sud (Australia)
- diversi grandi depositi in un arco che va da Ziyang nella provincia del Sichuan fino alla Contea di Chengkou (Cina).
- la miniera d'argento "Hasei" ("miniera Tsubaki") vicino a Hinshu, nella prefettura di Akita a Honshū (Giappone)

Altre località si trovano nell'Australia meridionale, a Chongqing, Hubei, Shaanxi e Sichuan in Cina; in Sardegna in Italia;nel Katanga nella Repubblica Democratica del Congo, nella Bassa California in Messico;in Siberia in Russia; nel distretto di Banská Bystrica, a Košice e Žilina in Slovacchia; a Limpopo in Sudafrica; in Namibia (la miniera di Tsumeb); in Moravia nella Repubblica Ceca e negli Stati Uniti.

## Precauzioni
Come tutti i composti idrosolubili del bario o solubili in acido, la witherite, e in particolare la polvere di witherite, è tossica. A causa del rilascio di ioni bario negli acidi, e quindi anche nell'acido gastrico, la witherite presenta un rischio di danni alla salute, soprattutto se ingerita accidentalmente. Ciò può portare a paralisi muscolare e danni al cuore, al sistema nervoso centrale e al tratto gastrointestinale. L'inalazione di polvere di witherite provoca irritazione delle vie respiratorie. Si dovrebbe pertanto prevenire in ogni caso un assorbimento nell'organismo (incorporazione o ingestione) e osservare le relative istruzioni di sicurezza durante la manipolazione della witherite. Ciò include evitare di respirare la polvere generata durante la macinazione, il taglio o il taglio di campioni di witherite e include la pulizia delle mani dopo aver maneggiato i campioni di witherite. A causa della sua tossicità, il carbonato di bario è stato usato come veleno per topi.

## Utilizzo
La witherite è una fonte di bario e viene estratta in molti giacimenti insieme alla barite. Il bario è usato come materiale getter altamente reattivo (lega Ba-Al con il 55% di bario e il 45% di alluminio, ad esempio nei tubi di trasmissione e raggi X, dove lega le ultime tracce dei gas dell'aria ossigeno, azoto, anidride carbonica e vapore acqueo. Il solfato di bario precipitato dalla reazione del carbonato di bario con l'acido solforico è chiamato "Blanc fixe", è inerte, resistente alla luce e ai raggi ultravioletti, ed è utilizzato nell'industria delle vernici e della plastica come pigmento bianco. Viene utilizzato nella produzione di stampe artistiche, carte da disegno e fotografiche di alta qualità. Il titanato di bario è ferroelettrico e piezoelettrico, ha un'elevata costante dielettrica ed è quindi utilizzato come trasduttore per trasmettitori di ultrasuoni, come dielettrico nei condensatori e come materiale per gli elettriti. Il titanato di bario drogato con bismuto è un termistore PTC utilizzato come buon conduttore elettrico quando è freddo, ma se riscaldato ha una resistenza specifica molto più elevata ed è quindi utilizzato come limitatore di corrente. Le ferriti di bario sono importanti materiali magnetici permanenti e vengono utilizzate per esempio negli altoparlanti e nelle strisce magnetiche. I composti di bario come i cuprati di bario di lantanio e ittrio furono tra i primi superconduttori ad alta temperatura. Nel 1988 è stata raggiunta una temperatura record di 125 K (-148 °C) con un superconduttore cuprato di tallio-calcio-bario, superata solo nel 1993.
Per le sue caratteristiche gemmologiche (colore, trasparenza, indice di rifrazione, durezza e dimensione dei cristalli), la witherite è raramente levigata. Le pietre sfaccettate tendono a essere oggetti da collezione, con pietre anche sotto i 5 carati di aspetto traslucido piuttosto che chiaro. Una delle witheriti di taglio più grande è una pietra di 8,36 ct che misura 1,38 mm × 0,91 mm × 0,66 cm. La witherite viene preferibilmente lavorata nei tagli “ottagono”, “triangolo” (“taglio trilliante”) e “quadrato” (“taglio a cuscino”). Inoltre, la witherite è un minerale ricercato tra i collezionisti di minerali.